# Glomera hunsteiniana
Glomera hunsteiniana là một loài thực vật có hoa trong họ Lan. Loài này được (Schltr.) J.J.Sm. mô tả khoa học đầu tiên năm 1934.